# Ape

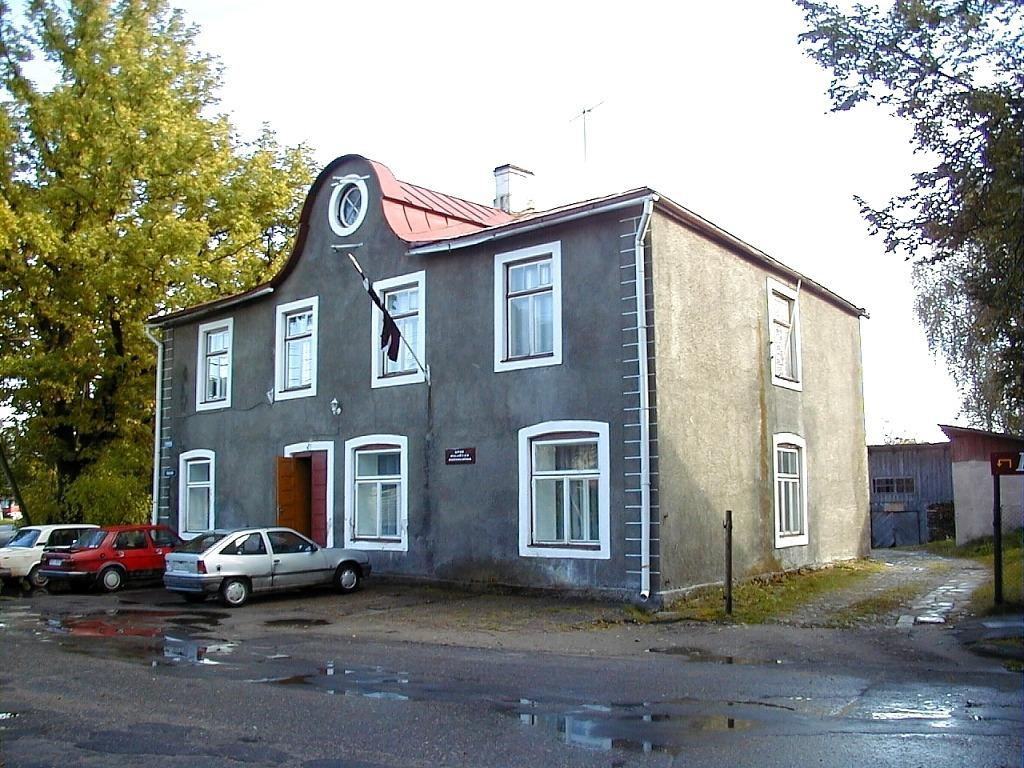
Kommunhuset i Ape.

Ape (uttal (fil)) är en ort i nordöstra Lettland, en kilometer från gränsen till Estland, som är centralort i Ape kommun. Äldre namn på staden är Hoppenhof (tyska) och Hopa (estniska). Folkmängd 876 (2017).

## Kända personer
- Andris Šķēle, lettisk affärsman, som har varit Lettlands premiärminister.[1]